# Applicazione mobile

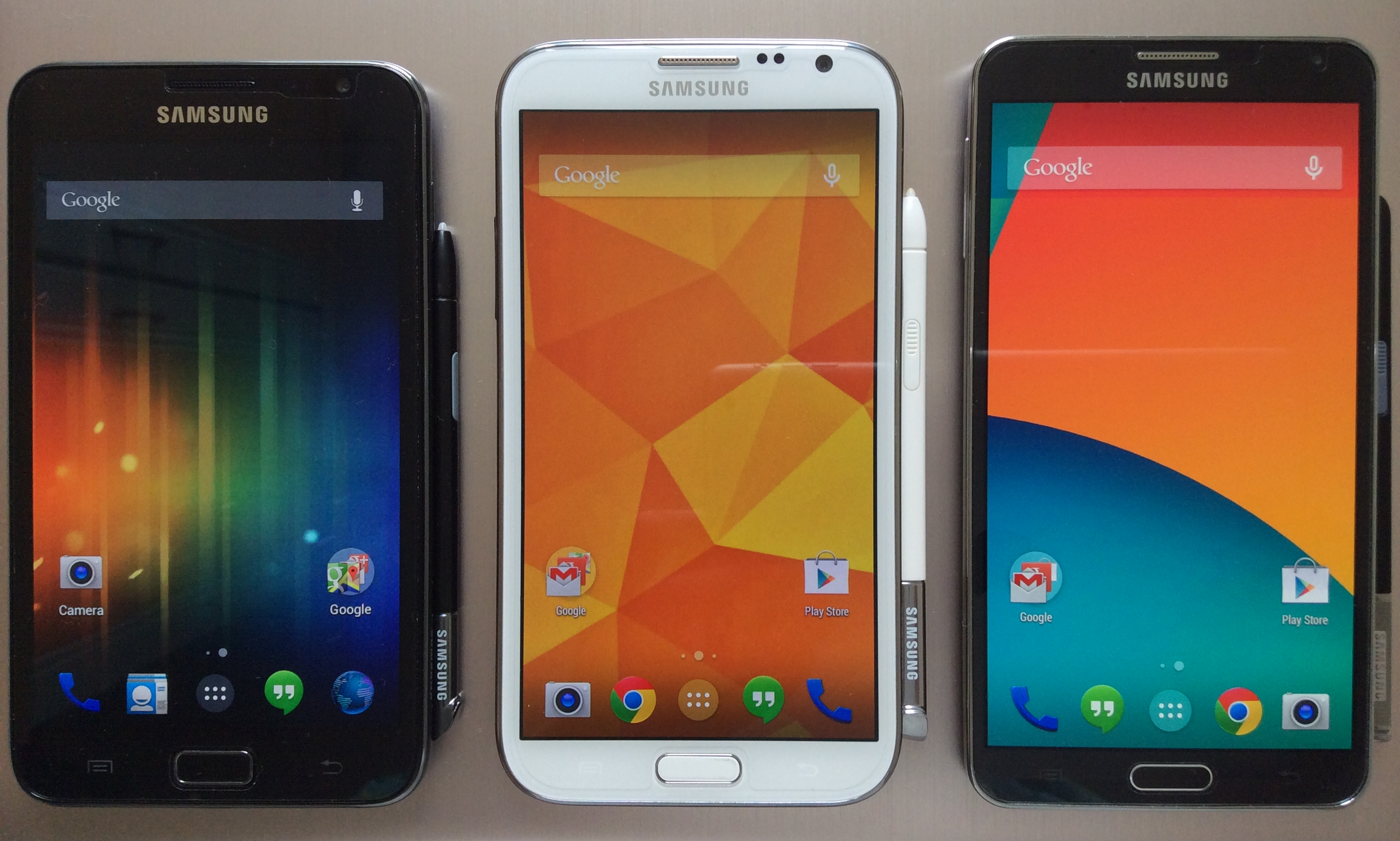
Google Android

Un'applicazione mobile (nota anche con l'abbreviazione app, dall'inglese mobile application, o mobile app), in informatica, è un'applicazione software dedicata ai dispositivi di tipo mobile, quali smartphone o tablet, tipicamente progettata e realizzata in maniera più leggera in termini di risorse hardware utilizzate rispetto alle classiche applicazioni per desktop computer, in linea con le restrizioni imposte dalla tipologia di dispositivo su cui è installata e/o eseguita.

## Descrizione
Composta da un'interfaccia grafica ed un core di elaborazione, la versione mobile di un'applicazione (da non confondere con un'Applicazione portabile) si differenzia dalle tradizionali applicazioni sia per il supporto con cui viene usata sia per la concezione che racchiude in sé: si tratta a tutti gli effetti di un software applicativo che per struttura informatica è molto simile a una generica applicazione, ma che generalmente è caratterizzata da una semplificazione ed eliminazione del non strettamente necessario, al fine di ottenere leggerezza, essenzialità e velocità, in linea con le limitate risorse hardware dei dispositivi mobili rispetto ai desktop computer. Questo fa sì che le funzionalità delle app siano molto limitate in quanto molto mirate a una determinata funzione. Il nome stesso, di per sé un'abbreviazione, può essere percepito come una semplificazione del nome completo "applicazione" per dare l'idea di un qualcosa di semplice e piccolo.
Le app si suddividono in app native, web app e Progressive Web App, con i casi intermedi o misti che vengono talvolta definiti app ibride. 
La piccola icona che rappresenta un contatore di colore rosso posta nell'angolo destro superiore dell'icona di un'app si chiama badge e notifica all'utente il numero di elementi non letti.

### App nativa
L'app nativa consiste in uno strumento informatico (spesso integrato ovvero non disinstallabile) che si utilizza interamente sul proprio dispositivo mobile, vale a dire un insieme di istruzioni informatiche progettate con lo scopo di rendere possibile un servizio o una serie di servizi o strumenti ritenuti utili o desiderabili dall'utente, creata appositamente per uno specifico sistema operativo. L'interazione diretta con le API messe a disposizione dal costruttore del sistema operativo garantirà accesso immediato a tutte le funzionalità del dispositivo oltre a permettere prestazioni ottimali e migliorare sensibilmente l'usabilità. Le app, infatti, vanno ad ampliare le capacità native del dispositivo incluse all'interno del sistema operativo (configurazione di base). Una volta acquistato il dispositivo, sia esso smartphone o tablet, si ha la possibilità di personalizzarlo aggiungendo nuove applicazioni a seconda dei propri gusti ed esigenze.

### Applicazione web
Mentre una mobile app è installata fisicamente e interamente sul dispositivo dell'utente, una web app è sostanzialmente un collegamento verso un applicativo remoto, scritto in un linguaggio cross-platform come HTML5, con il codice dell'interfaccia utente che può risiedere sul dispositivo mobile oppure essere anch'esso in remoto. Questa soluzione comporta delle importanti conseguenze in termini di funzionamento: il vantaggio principale di una web app consiste nel fatto di non incidere in alcun modo o in maniera minima sulle capacità di memoria del dispositivo e sulle sue capacità di calcolo dei dati in quanto il nucleo elaborativo e/o l'interfaccia utente dell'applicazione è presente su server remoti. Tuttavia, per funzionare, una web app richiede il costante accesso a internet e le sue prestazioni dipenderanno in modo sensibile dalla velocità di connessione.

### Progressive Web App
Sono applicazioni cross-platform che utilizzano un linguaggio web e necessitano di un browser per essere eseguite e possono essere utilizzate come applicazioni web o essere intallate sul dispositivo, ed in quest'ultimo caso se l'applicazione non richiede l'aggiornamento dei dati da internet si può usufruire di tale applicazione anche senza la connessione internet.

### Applicazioni ibride
Si tratta di applicativi mobili che vengono sviluppate in un solo linguaggio di programmazione, quali per esempio javascript o Java ME e poi compilate per le varie piattaforme, questo permette di sviluppare l'applicazione una sola volta, l'unica accortezza è la verifica dell'applicazione su ogni piattaforma in cui viene compilata, in quanto non sempre il linguaggio viene interpretato allo stesso modo, il che potrebbe richiedere parti di codice specifici.

### Universal App
Si tratta di applicazioni che si piazzano a metà strada tra applicazioni mobili e applicazioni tradizionali, comprendendo le caratteristiche di ambedue e avendo la possibilità di essere installate sia su apparati mobili sia fissi quali i PC. Questa soluzione è stata introdotta, sviluppata e portata a uno stadio avanzato grazie al lavoro fatto da Microsoft sul sistema operativo Windows 10, Windows 10 Mobile, Windows 8.1 e Windows Phone 8.1 e nel caso di Microsoft prendono il nome di Universal Windows Platform (UWP) apps.

## Distribuzione e commercializzazione delle app
A differenza delle applicazioni tradizionali, che sono distribuite in modo molto eterogeneo nei dispositivi mobili, al fine di semplificare la ricerca e l'utilizzo delle applicazioni da parte di utenti anche inesperti, la loro distribuzione è gestita da appositi distributori digitali (conosciuti perlopiù con i termini anglosassoni store o market) vincolati a un particolare sistema operativo, affinché contenga al proprio interno solo applicazioni compatibili con il sistema operativo del dispositivo mobile che si sta utilizzando. Tuttavia, col diffondersi delle applicazioni, esse sono reperibili ovunque, anche direttamente dai siti di coloro che le sviluppano o dalle aziende o qualsiasi privato che voglia mettere a disposizione una propria applicazione.

### Sistemi operativi supportati e relativi distributori digitali
I principali sistemi operativi per dispositivi mobili che offrono un completo supporto per le app di nuova generazione sono sei:
- Android (Google)
- iOS (Apple)
- Windows Phone (Microsoft Corporation)
- BlackBerry OS (RIM/BlackBerry)
- Symbian OS (Nokia)
- Bada OS (Samsung)

#### Distributori Android
Android è il sistema operativo mobile più diffuso ed essendo libero (è basato sul kernel Linux) lo sviluppo nel proprio ambiente è aperto a chiunque; per tal motivo dispone anche di diversi distributori digitali. Il distributore ufficiale è Google Play che nel 2012 ha festeggiato 25 miliardi di applicazioni scaricate in meno di quattro anni (è stato lanciato ufficialmente nel 2008). A giugno 2016 contava 2,2 milioni di applicazioni disponibili, risultando quindi il più fornito tra i distributori. Altri distributori sono App-Shop di Amazon, AppBrain, Aptoide, F-Droid.

#### Distributori BlackBerry
Il distributore di riferimento per i dispositivi BlackBerry è BlackBerry App World.

#### Distributori iOS
Il distributore digitale per l'ambiente iOS è l'App Store.

#### Distributori Windows
Il sistema operativo Windows Mobile è supportato dal distributore ufficiale Windows Store.

## Ambiti di applicazione
Hanno praticamente gli stessi ambiti delle applicazioni dei PC seppur presentando limiti rispetto a esse; la popolarità delle app ha continuato a crescere, così come il loro utilizzo fino a diventare strumenti indispensabili e irrinunciabili da avere al pari di uno smartphone. Uno studio comScore di maggio del 2012 ha, infatti, riportato un dato rilevante: l'utilizzo di app mobili ha superato quello della navigazione web, rispettivamente 51,1% contro 49,8%.